# René Robert Cavelier de La Salle
René Robert Cavelier, Sieur de La Salle (Ruão, 22 de novembro de 1643 – Fort Saint-Louis, 19 de março de 1687) foi um nobre, comerciante e explorador francês do século XVII, atuante principalmente na América do Norte. Um dos mais notórios exploradores franceses do Novo Mundo, La Salle explorou a região dos Grandes Lagos dos atuais Estados Unidos e Canadá, o rio Mississippi e o Golfo do México. 
La Salle é mais conhecido por sua expedição no início de 1682 em que canoou o Baixo Mississippi da foz do rio Illinois até o Golfo do México. Lá, em 9 de abril de 1682, La Salle reivindicou toda a Bacia do Mississippi para a França de Luís XIV, batizando a região de La Louisiane em homenagem a São Luís e ao próprio monarca francês. Alguns historiadores salientam que a expedição de La Salle "adquiriu para a França a metade mais fértil do continente norte-americano".
La Salle é frequentemente considerado o primeiro europeu a atravessar o rio Ohio e, eventualmente, o Mississippi como um todo. Entretanto, estudos mais recentes confirmam que Louis Jolliet e Jacques Marquette o precederam no Mississippi em sua jornada de 1673-1674, e evidências históricas existentes não indicam que La Salle sequer alcançou o vale dos rios Ohio e Allegheny.

## Legado
Além dos fortes que implementou em suas explorações, que também serviam como agências autorizadas para o extenso comércio de peles, as visitas de La Salle a Illinois e outros nativos cimentaram a política francesa de aliança com os nativos nas causas comuns de conter a influência iroquesa e a colonização anglo-americana. Ele também deu o nome de Louisiana (La Louisiane) ao interior do território norte-americano que reivindicou para a França, que vive em nome de um estado americano .

A Enciclopédia Britânica fornece este resumo das realizações de La Salle: "Sua reivindicação da Louisiana para a França, embora apenas uma vanglória na época, apontou o caminho para o império colonial francês que foi eventualmente construído por outros homens".